# Устя (притока Стубазки)
Устя — річка в Україні, у Рівненському районі Рівненської області. Права притока Стубазки (басейн Дніпра).

## Опис
Довжина річки 16 км, похил річки — 1,5 м/км. Площа басейну 98,9 км².

## Розташування
Бере початок у селі Велика Омеляна. Тече переважно на північний захід через Пересопницю і впадає у річку Стубазку, ліву притоку Горині.
Населені пункти вздовж берегової смуги: Верхівськ, Ясениничі, Кривичі, Макотерти, Шостаків.